# Iris revoluta
Iris revoluta là một loài thực vật có hoa trong họ Diên vĩ. Loài này được Colas. miêu tả khoa học đầu tiên năm 1978.